# الجمعية المغربية لحقوق الإنسان
الجمعية المغربية لحقوق الإنسان (ج م ح إ) (بالأمازيغية: ⵜⴰⵎⵙⵎⵓⵏⵜ ⵜⴰⵎⵖⵔⵉⴱⵉⵜ ⵏ ⵉⵣⴻⵔⴼⴰⵏ ⵏ ⵓⴼⴳⴰⵏ - (بالإنجليزية: Moroccan Association for Human Rights) هي منظمة مستقلة وغير حكومية تأسست في 24 يونيو 1979 في المغرب، للدفاع عن حقوق الإنسان والحريات الفردية.
من رموزها الناشطة الحقوقية خديجة الرياضيالتي حصلت سنة 2013 على جائزة الأمم المتحدة في مجال حقوق الإنسان.، عزيز غالي والنقيب عبد الرحمان بنعمرو الذي يعتبره أعضاء الجمعية قيدوم الحركة الحقوقية المغربية 

## أهداف
من أهدافها العمل على صيانة كرامة الإنسان واحترام كافة حقوقه بمفهومها الكوني والشمولي وحمايتها والنهوض بها-التعريف بحقوق الإنسان وإشاعتها والتربية عليها-رصد الخروقات التي تطال انتهاكات حقوق الإنسان ومؤازرة ضحاياها-العمل على تصديق المغرب على كافة المواثيق الدولية لحقوق الإنسان وإدماج مقتضياتها في التشريع المغربي وملاءمته معها وضمان احترامها.
و من وسائل الجمعية المغربية لحقوق الإنسان لبلوغ أهدافها اعتماد كافة الوسائل المشروعة ومن بينها إصدار التقارير والمذكرات-الإعلام-المحاضرات والندوات ومختلف الأنشطة الفنية والثقافية والترفيهية-التنسيق والعمل المشترك مع الهيآت الديمقراطية داخل المغرب وخارجه-إنشاء مراكز تابعة للجمعية قصد خدمة أهدافها كمركز الإعلام والتوثيق-تنظيم تظاهرات ووقفات مساندة للقضايا العادلة والتدخل لدى الجهات المسؤولة من أجل حماية حقوق الإنسان وإنصاف الضحايا.

## تاريخ
عرفت الجمعية المغربية لحقوق الإنسان عبر تاريخها حملات قمعية واعتقالات ومحاكمات لمسؤوليها ومناضليها كما تعرضت مؤتمراتها وأنشطتها للمنع إلا أنه مع بداية التسعينات وأمام التحولات التي عرفها المغرب وبفضل صمود مناضليها ومناضلاتها استطاعت أن تحافظ على وجودها، بل وأن يتصلب عودها ويتطور عملها وحجمها ويتوسع إشعاعها وطنيا ودوليا حيث أصبحت تحظى بمصداقية عالية حتى لدى خصومها بفضل دفاعها المستميت عن حقوق الإنسان بدون أي تمييز أو مساومة بشأنها أو إخضاع النضال من أجلها لحسابات معينة كما تتمتع حاليا بصفة جمعية ذات المنفعة العامة. وحاليا تتوفر الجمعية المغربية لحقوق الإنسان على 8000 ثمانية آلاف منخرط ومنخرطة وعلى اثنين وسبعين 72 فرعا بمختلف مدن المغرب.
من التأسيس إلى 1983 تم إنشاء عدة فروع وأطلقت الجمعية دينامية سرعان ما تم توقيفها بسبب القمع. وبعد 1984 إلى 1988 عم جمود عمل الجمعية وتوقف أنشطتها بسبب حملة القمع التي تعرض لها مناضلوها وقياديوها سنتي 1983 و1984.
من 1988 إلى 1991 بدأت مرحلة الانبعاث واستعادة النشاط حيث وضعت الجمعية إستراتيجية على أساس وضوح المبادئ والتوجه خلال مؤتمريها الثاني في 1989 والثالث في 1991.
و تجتمع أجهزتها في أوقات منتظمة قل نظيرها في تجارب الجمعيات، ودورات مؤتمراتها تنعقد بوتيرة منتظمة أيضا. وقوانينها تفرض التمثيلية النسائية في جميع هياكلها التنظيمية في أفق فرض مبدأ المناصفة والمساواة في أجهزة الجمعية بين النساء والرجال. ترأستها منذ أبريل 2007 خديجة رياضي. وفي 11 مايو 2013 خلفها أحمد الهايج على رئاسة الجمعية. ويستفرد بذلك أعضاء حزب النهج الديمقراطي بمراكز القرار بالجمعية.
الجمعية المغربية لحقوق الإنسان تصدر أيضا تقارير دورية حول حقوق الإنسان وجريدة متخصصة في مجال حقوق الإنسان بالعربية والفرنسية اسمها التضامن، وتصدر جريدة داخلية غير منتظمة الصدور اسمها الجدل كما تتوفر على لائحة إلكترونية للمناقشة عبر البريد الإلكتروني..
و الجمعية المغربية لحقوق الإنسان عضو في الفدرالية الدولية لحقوق الإنسان والاتحاد الإفريقي لحقوق الإنسان والمنظمة العربية لحقوق الإنسان والشبكة الأورومتوسطية لحقوق الإنسان والتنسيقية المغاربية لحقوق الإنسان والتحالف الدولي للموئل: شبكة حقوق الأرض والسكن والمنطمة العالمية لمناهضة التعذيب.
يونيو 2012 خرجت خديجة الرياضي رئيسة الجمعية بتصريح طالبت فيه إلغاء الفصل 490 من القانون الجنائي والذي يعاقب كل شخص أقام علاقة جنسية مع امرأة خارج مؤسسة الزواج. ونادت بضمان الحق في الممارسة الجنسية بين رجل وامرأة بالتوافق خارج مؤسسة الزواج.

## وصلات خارجية
- الموقع الإلكتروني للجمعية المغربية لحقوق الإنسان

## طالع
| - خديجة الرياضي - سعيد بنحماني - سجن تازمامرت - سجن قلعة مكونة - سجن مولاي علي الشريف - سنوات الجمر (المغرب) | - شهداء كوميرة - دولة بوليسية - تاريخ المغرب - سياسة المغرب - التعذيب - عبد الرحمن بن عمرو - تلك العتمة الباهرة |